# La mangiatrice di uomini
La mangiatrice di uomini è un romanzo dell'autore italiano Giuseppe Pederiali del 1988.

## Trama
Il fotografo Lauro Melodia e la giornalista Corinna Accorsi, che lavorano per un quotidiano milanese, sono incaricati di redigere un articolo sul trasferimento di una tigre dallo zoo di Milano; l'animale però fugge e si rende irreperibile. Lauro e Corinna vorrebbero seguire da vicino le ricerche, ma il caporedattore Berri assegna invece loro un'indagine su come si originano le barzellette.
Una sera, un uomo di nome Giuliano Parisini, che ha l'hobby di osservare le prostitute nelle strade, nota una giovane donna completamente nuda. Intuendo che questa deve trovarsi in difficoltà, la fa salire in auto e la porta nella propria casa. La donna non ricorda nulla del suo passato a parte il suo nome, Felix, e ha strani comportamenti, come se le regole del vivere civile le fossero estranee; inoltre emana un forte odore ferino e si nutre esclusivamente di carne cruda. Con lei riesce a stabilire una certa intesa solo Dalka, la colf somala dei Parisini.
Intanto Melodia, grazie alla collaborazione di un suo amico pompiere, si cala con Corinna nelle fogne di Milano per cercare ancora la tigre. Quel che trova è una grossa carogna in avanzato stato di decomposizione, che però non può essere identificata con certezza come quella di una tigre.
A casa Parisini, un giorno, Felix si avvinghia a Giuliano e, nella foga del momento, gli stacca una falange di un mignolo con i suoi forti denti. L'uomo, per non tradirsi con la moglie, dichiara di aver avuto un incidente domestico ma decide di andarsene dalla casa in cui sta Felix, che in un'altra occasione assale anche Mariella, la moglie di Giuliano, divorandole una poppa e parte della spalla.
Lauro legge di quest'aggressione sulla stampa e scopre da Dalka, che è anche la sua colf, che Felix si nasconde a casa di quest'ultima. Decide allora di dare ricetto egli stesso a Felix, poiché sospetta che essa sia nientemeno che la tigre trasformata in donna per qualche strano prodigio. Corinna invece pensa più prosaicamente che si tratti di una donna con turbe mentali scappata di casa.
Nell'intimità, Melodia cerca di strappare a Felix una confessione sulla sua vera natura, ma essa rimane evasiva. Al giornale, Corinna incontra Maddalena Pedrazzi, la madre di una giovane pazza fuggita da casa la cui descrizione potrebbe corrispondere a quella di Felix. La porta a casa di Melodia perché gli mostri le foto che ha scattato a Felix, ma vi trova solo Dalka; sulla base di una macchia di sangue ritrovata in bagno, Corinna e Dalka temono che Lauro sia stato sbranato. Dalle foto comunque Maddalena non riconosce la figlia, poiché il suo volto s'intravede appena. 
Felix, dopo essersene andata dalla casa di Lauro (al quale non ha torto un capello), chiede un passaggio a un motociclista che si rivela essere un agente di polizia, che ritenendola una vagabonda intende portarla in centrale. Quando questi si ferma Felix si dilegua, e il poliziotto vede solo la sagoma di una tigre in lontananza.
A distanza di un anno, mentre sono fuori città per la loro inchiesta sulle barzellette, Lauro e Corinna s'imbattono in un'enorme discarica. Vorrebbero entrare per scrivere un articolo al riguardo, ma il guardiano, di nome Felice Guccerelli, inflessibilmente li caccia. Il suo scopo è anche celare la presenza di Felix, che col suo benestare si è ricavata una tana all'interno della discarica. Una sera, Felice invita Felix nella sua casetta prefabbricata e mette sul giradischi un disco per ballare. Felix, accostandosi a lui, non riesce a trattenere il suo istinto e gli morde un lobo dell'orecchio, strappandoglielo. Felice allora telefona alla polizia.
Avendo saputo che si sta organizzando un blitz, Melodia si reca sul posto, ed è testimone dell'abbattimento di Felix che, con una coperta tigrata addosso, è scambiata per una vera tigre. 
Melodia riceve successivamente la visita del guardiano che gli porta la figlia che Felix aveva dato alla luce. Il fotografo dapprima rifiuta di tenerla con sé, pensando di non essere in grado di prendersene cura, poi però ci ripensa. Propone a Corinna di mettersi con lui e di farle da genitori, ma la sua collega oppone un netto rifiuto; Dalka invece accetta. Saranno lei e Melodia a crescere la bambina.

## Personaggi
Lauro Melodia
Trentacinquenne fotografo, di origine molisana per parte di padre ed emiliana per parte di madre. Il suo sogno è di fare il fotoreporter in zone "calde" del mondo, e di riuscire a immortalare l'immagine di Dio in mezzo alla folla.
Corinna Accorsi
Giornalista collega di Lauro, di aspetto molto elegante ed attraente. È corteggiata dagli uomini, dei quali però non ha molta considerazione.
Massimo
Fidanzato di Corinna. Dopo essere stato scaricato da quest'ultima, diviene l'amante della madre di lei.
Andrea Accorsi
Padre di Corinna. È un uomo facoltoso e di aspetto giovanile, separato dalla moglie.
Paola Redolfini Accorsi
Madre di Corinna. Ama accompagnarsi con uomini molto più giovani di lei, come ad esempio l'ex fidanzato della figlia.
Maria Grazia
Travestito che batte il marciapiede sotto casa di Corinna, alla quale sorveglia l'automobile.
Giuliano Parisini
Uomo "felicemente sposato" che si diletta di osservare le prostitute pur senza usufruire dei loro servizi. È il primo a venire a contatto con Felix.
Mariella Lucato in Parisini
Moglie di Giuliano.
Dalka
Colf dei Parisini e di Lauro Melodia, appartenente ad un clan principesco della Somalia.
Felix
Giovane senza memoria. Il suo aspetto è molto attraente; ha una carnagione molto abbronzata (cosa che potrebbe rimandare ad un'origine indiana) e canini più sviluppati del normale. Se si tratti della tigre tramutata in donna (come crede Lauro) o di Felicita Pedrazzi fuggita da casa e in preda ad una nuova fissazione (come crede Corinna) è lasciato all'immaginazione del lettore.
Fogherini
Pompiere amico di Melodia, grazie al quale compie la spedizione nelle fogne.
Marco Sbrilli
"Fotografo etologo-ecologo", animalista, amico di Melodia. Felix, lasciata sola con lui, lo masturba.
Il signore e la signora Martinoia
Coniugi incontrati da Lauro e Corinna nella loro inchiesta sull'origine delle barzellette. Sono convinti di essere in contatto con gli alieni grazie alle antenne di grande potenza che hanno installato sul tetto della loro casa; uno di questi alieni si sarebbe poi materializzato nel loro figlioletto.
Maddalena Pedrazzi
Madre di Felicita, una ragazza con gravi turbe mentali fuggita di casa.
Felice Guccerelli
Cinquantaseienne ex spazzino, ora guardiano della discarica dove si rifugia Felix, e segretamente innamorato di quest'ultima.

## Critica
A proposito del ruolo degli animali nella narrativa di Pederiali, per lo studioso dello scrittore finalese Giovanni Negri, La mangiatrice di uomini sarebbe "un riuscito incastro di realismo e invenzione, [nel quale] il romanziere arriva ad una metaforica e pur scoperta antropomorfizzazione della bestia con la donna e di questa con la bestia". Per Giorgio Barberi Squarotti, la protagonista "è una tigre trasformata in donna, che subisce continuamente ulteriori metamorfosi, poiché ha conservato l'istinto della caccia per nutrirsi della soddisfazione immediata dell'impulso sessuale alla stagione giusta, senza condizionamenti di carattere sociale e morale; è il racconto di un'enorme quanto paradossale mescolanza di ferocia naturale e di crudeltà innaturale e maligna della città e della società postmoderna".

## Edizioni
- Giuseppe Pederiali, La mangiatrice di uomini, collana Narrativa, Milano, Rusconi, 1988, ISBN 88-18-06038-4.
- Giuseppe Pederiali, La mangiatrice di uomini, Trezzano sul Naviglio, Euroclub, 1989.